# Сугаипов, Шахаб
Шахаб Сугаипов (1854, Новый-Юрт, Чечня (Чеченское управление), Российская Империя — 26 июня 1931, Новый-Юрт, Чеченская автономная область, РСФСР, СССР) — один из первых чеченских просветителей, филолог, ученый, арабист, поэт, прозаик, педагог, переводчик, журналист, литератор и краевед, автор нескольких учебников для детей, мулла. Был личным секретарем чеченского шайха Магомеда Назирова (религиозное имя Мани-Шайх).

## Биография
Родился 1854 году в с. Новый-Юрт, Российской Империи. Принадлежал чеченскому тайпу ширдий, выходцы из с. Герменчук.
В 1922 году Шахаб Сугаипов повторно реформировал чеченский арабский алфавит, введя в него знаки для обозначения гласных и максимально приспособив его для нужд чеченской фонетики. Этот алфавит употреблялся во всех официальных сферах (образование, книгоиздание, документооборот) до 1925 года, хотя отдельные статьи в газете «Серло» печатались на нём до 1927 года.
Шахаб владел чеченским, русским, кумыкским, арабским и турецким языками. Он был известным просветителем, филологом, арабистом, поэтом, прозаиком, педагогом, переводчиком, журналистом, литератором и краеведом.
Первый чеченский букварь (абат) на основе арабской графики — «Алип-ба», был введён Шахабом Сугаиповым в начальное школьное образование в годы становления советской власти в Чечне. Кроме того Шахаб автор учебника арифметики на чеченском языке «Хьесапан масаилаш», рассказы из «Книги по чтению», различные религиозные песнопения (назмаш), а также история чеченской музыки и подробные описания основных музыкальных инструментов.
Первая образовательная система чеченцев советского периода, основанная на арабской графике, введена чеченским просветителем Шахабом Сугаиповым. В неё входят грамматика, литература и математика, изложенные в очень доступной форме и легко усваиваемые учащимися любого уровня.